# Жак Мизес
Жак Мизес (собственото име на френски, фамилията на немски: Jacques Mieses) е германски шахматист от еврейски произход.

## Биография
Роден е през 1865 г., умира през 1954 г. По професия е химик. През 1950 г. става гросмайстор. Отличава се за времето си с дълголетна кариера. Участва в редица турнири. Най-високи постижения завоюва във Виена (1-во място, 1907 г.), Ливърпул (1-во място, 1923 г.), Остенде (3 – 4-то място, 1907 г.), Хановер (4-то място, 1902 г.). През 1930 г. имигрира във Великобритания, за да избяга от нацистите в Германия. Привърженик е на романтичното направление в шахмата. Играта му се отличава с атакуващ стил. Носител е на 10 награди за „най-красива партия“ от международни турнири. В света на шахмата още участва с обществена и литературна дейност. През 1902 г., съвместно с германския шахматен литератор Жан Дюфрен, издава „Малко шахматно ръководство“.